# Maçarico-de-bico-fino
O maçarico-de-bico-fino (Numenius tenuirostris) foi uma ave pertencente à família Scolopacidae. Considerada extinta, os últimos avistamentos confirmados ocorreram no final do século XX, e não há registros confiáveis recentes de sua existência.
Era uma ave migratória que passava o Inverno na região do Mediterrâneo e a época de Verão nas zonas pantanosas da Sibéria.
Era uma ave de médio porte, com 36-41 cm de comprimento e 77-88 cm de envergadura de asas. O maçarico-de-bico-fino alimentava-se de pequenos invertebrados que apanhava com o bico em zonas lamacentas.